# Едоардо Амальді
Едоа́рдо Ама́льді (італ. Edoardo Amaldi; 5 вересня 1908, Карпенедо — 5 грудня 1989) — італійський фізик, член Національної академії деї Лінчеї в Римі.
Народився в місті Карпенедо (Італія).
Наукову діяльність розпочав у 30-х роках у Римському університеті під керівництвом Енріко Фермі.
Відомий дослідженнями в галузях ядерної фізики, елементарних частинок і космічних променів. Амальді керував фізичним інститутом Римського університету, був президентом Національного комітету ядерних досліджень, одним із керівників Інституту ядерної фізики, віце-президентом Міжнародної спілки теоретичної і прикладної фізики.
Іноземний член АН СРСР (з 1958).
На його честь названо астероїд 18169 Амальді.